# Міскін
Міскін (Міскен; узб. Мискин, Miskin) — міське селище в Узбекистані, у Турткульському районі Каракалпакстану.
Розташоване на каналі Пахтаарна і арику Міскін'яп, за 25 км на південний схід від Турткуля, поблизу залізничного вузла Міскін (лінії на Нукус, Ургенч, Учкудук, Газоджак).
Населення 2189 мешканців (2011). Статус міського селища з 2009 року.